# Doris Daou
Doris Daou, née en 1964 au Liban, est une astronome libano-américaine. Directrice de l'éducation et de la sensibilisation du public du NASA Lunar Science Institute puis directrice associée de l'Institut virtuel de recherche sur l'exploration du système solaire de la NASA (SSERVI), elle est la représentante du programme pour les Petites missions innovantes d'exploration planétaire (SIMPLEx) de la NASA.

## Jeunesse et éducation
Doris Daou naît au Liban en 1964. Sa famille fuit le pays ravagé par la guerre lorsqu'elle est enfant et s'installe au Canada. Elle effectue ses études à l'Université de Montréal où elle étudie les paramètres atmosphériques d'étoiles variables. Elle obtient un B.Sc en physique et mathématiques, ainsi qu'une maîtrise en astronomie et astrophysique. Sa thèse de doctorat en 1989 s'intitule Études spectroscopiques et paramètres atmosphériques des étoiles ZZ Ceti.

## Carrière
Doris Daou s'installe à Baltimore, aux États-Unis, et travaille sur le télescope spatial Hubble. En 1999, elle rejoint l'équipe préparant le lancement du télescope spatial Spitzer, où elle est responsable de l'éducation et la sensibilisation du public et participe à la fondation du programme de recherches sur le télescope pour les enseignants et les étudiants. En 2006, elle est transférée au siège de la NASA et occupe divers postes. Elle devient directrice de l'éducation et de la sensibilisation du public au NASA Lunar Science Institute - Ames Research Center en 2008 et directrice associée du NASA Solar System Exploration Research Virtual Institute (SSERVI) en 2010,. À partir de 2018, elle poursuit son travail en tant qu'astronome au siège de la NASA à Washington et occupe les fonctions de scientifique principale puis de responsable de programme. Depuis 2014, elle est chef de cabinet du directeur de la division des sciences planétaires de la direction de la mission scientifique.
De 2012 à 2018, Doris Daou est associée des commissions de l'Union astronomique internationale et impliquée dans les commissions suivantes :
- 55 Communicating Astronomy with the Public (2012-2015)
- 55 WG CAP Conferences (jusqu'en 2015)
- C2 WG CAP Conferences (2015-2018)
- 55 WG Outreach Professionalization & Accreditation (jusqu'en 2015)
- Outreach Professionalization & Accreditation (2015-2018)
- 55 WG Washington Charter For CAP (jusqu'en 2015)

Elle crée et produit le podcast vidéo Ask an Astronomer. Ses domaines de recherche comprennent l'astronomie d'observation, l'astrophysique et l'astronomie, ainsi que les systèmes solaires et les exoplanètes.

## Publications
Doris Daou publie activement dans des revues scientifiques.
Elle a écrit plus de 70 articles dont :
- D. Daou, F. Wesemael, P. Bergeron, G. Fontaine et J. B. Holberg, « Spectroscopic Studies and Atmospheric Parameters of Pulsating DA White Dwarf (ZZ Ceti) Stars », The Astrophysical Journal, vol. 364,‎ 1990, p. 242 (DOI 10.1086/169407, Bibcode 1990ApJ...364..242D)
- Doris Daou, C. J. Skinner et David Axon, « NICMOS Pointed Thermal Background: Results from On-Orbit data », The 1997 HST Calibration Workshop with a New Generation of Instruments,‎ 1997, p. 267 (Bibcode 1997hstc.work..267D)
- Doris Daou, « Education and public outreach initiatives from the National Aeronautics and Space Administration », Proceedings of the International Astronomical Union, vol. 5,‎ 2009 (DOI 10.1017/S1743921311003590)

En 2008, elle co-écrit Touch the Invisible Sky, un livre écrit en braille.

## Honneur
L'astéroïde (22025) Dorisdaou est nommé en son honneur.